# Хотару (Вранча)
Хотару (рум. Hotaru) — село у повіті Вранча в Румунії. Входить до складу комуни Андреяшу-де-Жос.
Село розташоване на відстані 154 км на північ від Бухареста, 27 км на захід від Фокшан, 98 км на захід від Галаца, 95 км на схід від Брашова.

## Населення
За даними перепису населення 2002 року у селі проживали 56 осіб, усі — румуни. Усі жителі села рідною мовою назвали румунську.